# Odori ebi
Odori ebi (jap. 踊り蝦, dt. „tanzende Garnelen“) ist eine japanische Sashimi-Lebendzubereitung (Ikizukuri).
Dieses Gericht enthält noch lebende Babygarnelen, die noch ihre Beine und Antennen bewegen. Das Gericht muss schnell zubereitet werden, damit die Garnelen beim Servieren noch leben. Sie werden meist in Sake getaucht, um sie zu betäuben. Man tunkt die lebende Garnele dann bei Tisch in eine spezielle Dip-Sauce und beißt dann schnell in das Tier, um es zu töten.
Da Garnelen keine Wirbeltiere sind, erfüllt die Zubereitung von Odori ebi nach deutschem Recht nicht den Straftatbestand der Tierquälerei.